# نوشو
نوشو (Nüshu) دست خط نوشتاری زنان است که ساده شده حروف چینی است. این خط به طور انحصاری در اختیار زنان روستای جیونگ جانگ در استان هونان در جنوب چین قرار داشته است.
این خط برای نوشتن یکی از گویش‌های محلی چینی به نام ژیانگانگ توهوآ که توسط بخشی از مردم استاد هونان صحبت می‌شود , استفاده می شده است.

## تاریخ
این خط را زنان چینی اختراع کردند که قرن‌ها به خاطر جداسازی جنسیتی دسترسی کمتری به آموزش و خواندن و نوشتن داشتند. هنوز کاملاً مشخص نیست که زبان نوشو را چه کسی ابداع کرد و چگونه اختراع شد اما از آنجا که ریشه در خط استاندارد چینی، هانزی دارد به طور قطع بعد از آن یعنی بعد از قرن ۳ میلادی ساخته شده‌است. به نظر می‌رسد دوران اوج استفاده از این خط در سال‌های ۱۶۴۴–۱۹۱۱ بوده‌است. با دسترسی زنان در قرن ۲۰ به آموزش رسمی و تغییرات عظیم فرهنگی و اجتماعی در چین این خط در حال انقراض قرار گرفت، زیرا که دختران جوان یادگیری این زبان را متوقف کردند و پیرترها هم فوت کردند. این خط در دهه ۳۰ و ۴۰ میلادی توسط ژاپنیها که چین را تسخیر کرده‌بودند ممنوع شد زیرا آنها از این می‌ترسیدند که چینی‌ها از این خط برای فرستادن پیام‌های مخفی استفاده‌کنند. آخرین بازمانده‌ای که به نوشتن این خط مسلط بود در دهه ۹۰ میلادی درگذشت و امروزه دانستن این زبان فقط به چند شخصیت دانشگاهی محدود شده‌است.

### خصوصیات
بر خلاف زبان چینی که هر حرف نشانه یک واژه است، در نوشو هر حرف نشانگر یک هجا است. بسیاری از این نشانه‌ها شبیه نشانه‌های استاندارد چینی هستند و اگر کمی کشیده شوند یا به صورت افقی یا از بالا به پایین جابه‌جا شوند مانند زبان چینی خواهند شد.